# トヨタ ディスプレイオーディオ
トヨタ ディスプレイオーディオ(DA) は、 トヨタ自動車が開発しディスプレイがついた車載カーオーディオシステムである。製造はデンソーテンもしくはパイオニア（ダイハツ工業のOEM車）。

## 概要
Bluetooth、USB入力(給電・動画/音楽再生)、FM・AMラジオ、Miracastが標準装備。SmartDeviceLink、Apple CarPlay、Android Autoに対応。スマートフォンと連携し、対応したアプリをディスプレイに表示させ、対応アプリや対応ナビをディスプレイで利用することができる。

モニタより車両設定などができ、車載通信機DCMが標準搭載。従来の純正地図の使用も別売りのエントリーナビキットまたはT-Connectナビキットのオプションが必要。

DCMとT-Connect対応車種またはT-Connectナビキットによりマイカーサーチやヘルプネット、e-ケアなどが使える。

TV視聴をするにはオプションサービスが必要となる。CD・DVDデッキは一部車種のみオプションで用意されている。

ダイハツからOEM供給を受けるライズ、ルーミーに装備されるものはデンソーテン製ではなくパイオニア製の画面となっているため、やや仕様が異なり、TV視聴のオプションサービスは不要である。
2022年1月発売のノア・ ヴォクシーからは次世代型となる「トヨタ ディスプレイオーディオPlus」が導入され、以後既存車種にも導入された。

## 搭載車

### ディスプレイオーディオ
- カローラ（12代目モデル）
- カローラツーリング（12代目モデル）
- カローラスポーツ（12代目モデル・2019年9月改良型）
- カムリ（10代目モデル、2019年9月改良型）
- C-HR（初代、2019年10月改良型）
- ライズ
- グランエース
- アルファード（3代目、2019年12月改良型）
- ヴェルファイア（2代目、2019年12月改良型）
- ヤリス
- RAV4 PHV
- ハリアー（4代目）
- ランドクルーザープラド（4代目、2020年8月改良型）
- RAV4（5代目、2020年8月改良型）
- ヤリスクロス
- GRヤリス
- ルーミー（初代、2020年9月改良型）
- プリウス（3代目、2021年6月改良型）
- プリウスPHV（2代目、2021年6月改良型）
- アクア（2代目）
- ランドクルーザー（300系）
- ハイラックス（Z"GR SPORT"）
- カローラクロス

### ディスプレイオーディオPlus
- ノア（4代目）
- ヴォクシー（4代目）
- クラウンクロスオーバー
- シエンタ（3代目）
- ハリアー（4代目、2022年9月改良型）
- カローラ（12代目、2022年10月改良型）
- カローラツーリング（通算12代目、2022年10月改良型）
- カローラスポーツ（通算12代目、2022年10月改良型）
- RAV4（5代目、2022年10月改良型）
- プリウス（5代目）
- アルファード（4代目）
- ヴェルファイア（3代目）
- センチュリー（3代目、新ボディタイプ）
- クラウンスポーツ

## 年表
- 2019年
  - 9月17日

カローラ、カローラツーリングをフルモデルチェンジと同時に国内トヨタ車で初めて標準搭載。カローラスポーツも同時に一部改良され標準搭載された。これにより従来のオーディオレス設定がなくなり、コネクタ等もトヨタ・ダイハツ10P+6Pから特殊コネクタに変更された。7インチディスプレイ+4スピーカーが標準搭載となり、グレードにより9インチディスプレイ+6スピーカーがメーカーオプション選択できる。DCMが標準搭載。当初はCD・DVDデッキのオプション設定もなく、SmartDeviceLink以外のApple CarPlay、Android Autoは有償で、TV(フルセグ)とセットで33,000円のオプションサービスだった。
  - 9月30日

カムリを一部改良と同時に標準搭載。オーディオレス設定は外された。8インチディスプレイ+6スピーカーが標準搭載。JBL8インチディスプレイ+9スピーカーはXグレードを除きメーカーオプション設定。
  - 10月18日

C-HRをマイナーチェンジと同時に標準搭載。オーディオレス設定は外された。8インチディスプレイ+6スピーカーが標準搭載。
  - 11月5日

ライズを発売。メーカーオプションで9インチディスプレイオーディオが選択可能。ダイハツOEMのため、トヨタディスプレイオーディオとは異なり、ダイハツディスプレイオーディオとなる。パイオニアが製造。Bluetooth、USB入力(外部入力/充電)、FM・AMラジオ、TV(フルセグ)、SmartDeviceLink、Apple CarPlayが標準装備。
  - 12月16日

グランエースを発売。8インチディスプレイオーディオ標準搭載。オーディオレス設定はされなかった。ディスプレイオーディオ搭載車初のCD・DVDデッキと12.1型後席ディスプレイがディーラーオプションで設定された。
  - 12月18日

アルファード/ヴェルファイアを一部改良で標準搭載。メーカーオプション9インチSDナビの設定は残され、オーディオレス設定は外された。Executive Loungeを除き、9インチディスプレイ+8スピーカーが標準搭載。Executive Loungeは改良前同様、T-Connect SDナビゲーションシステム+JBLプレミアムサウンドシステムの搭載。ディスプレイオーディオ初の13.3インチリアシートエンターテイメントのメーカーオプション設定がされた。グランエース同様、CD・DVDデッキと12.1型後席ディスプレイがディーラーオプションで設定された。

- 2020年
  - 2月10日

ヤリスを発売。X, X"Bパッケージ"が7インチ、それ以外のグレードが8インチのディスプレイオーディオを標準搭載。オーディオレス設定はされなかった。CD・DVDデッキがディーラーオプションで設定された。
  - 4月10日

トヨタ自動車が6月発売以降の車種よりApple CarPlay、Android Autoの標準搭載化の発表。それ以前のDA装着車も無償でアップデートすると発表[2]。
  - 6月8日

RAV4 PHVを発売。全グレードに9インチディスプレイ標準搭載。オーディオレス設定はされなかった。
  - 6月17日

ハリアーをフルモデルチェンジと同時にSとG、G"leather package"に標準搭載。オーディオレス設定は外された。ZとZ"leather package"はT-Connect SDナビゲーションシステム+JBLプレミアムサウンドシステムの搭載。G、G"leather package"はメーカーオプションにてT-Connect SDナビゲーションシステムに変更できる。また、Z以上とG以下では画面のサイズが異なる。
  - 8月3日

ランドクルーザープラドを一部改良。オーディオレス設定はそのままで、ディスプレイオーディオをメーカーオプション設定にした。国産トヨタの車種でディスプレイオーディオが標準装備ではなくオプション設定は初となる。オプション選択すると9インチディスプレイオーディオ+T-Connectナビキット+スーパーライブサウンドシステムとなるが、CD・DVDデッキは設定されない。
  - 8月4日

C-HRを一部改良でオーディオレスを設定。DA標準装着車でレス設定は初となる。[3]
  - 8月7日

RAV4を一部改良。Xグレードに8インチ、その他のグレードに9インチのディスプレイオーディオを標準搭載。C-HR同様、オーディオレスも同時設定。
ヤリスクロスを発売。ヤリス同様、X, X"Bパッケージ"が7インチ、それ以外のグレードが8インチのディスプレイオーディオを標準搭載。オーディオレス設定はされなかった。CD・DVDデッキがディーラーオプションで設定された。
  - 9月4日

GRヤリスを発売。全グレードに8インチディスプレイオーディオを標準搭載。ヤリスとは異なり、CD・DVDデッキは設定されない。
  - 9月15日

ルーミーをマイナーチェンジでディスプレイオーディオを全車メーカーオプション設定。ライズ同様のパイオニア製のディスプレイオーディオとなる。

- 2021年
  - 2月1日

カムリをマイナーチェンジ（アナウンスは一部改良）。8インチだったディスプレイオーディオを9インチに拡大。
  - 6月3日

プリウス・プリウスPHVを一部改良で8インチディスプレイオーディオを標準搭載（プリウスのEグレードを除く）。ただしメーカーオプションではあるもののオーディオレス設定も維持。
  - 7月19日

アクアをフルモデルチェンジ。Zグレードに10.5インチ、その他のグレードに7インチのディスプレイオーディオを標準搭載。オーディオレス設定は外された。Gグレードのみメーカーオプションで10.5インチに変更可能。また、CD・DVDデッキがディーラーオプションで設定。
  - 8月2日

ランドクルーザーをフルモデルチェンジ。全車に9インチディスプレイオーディオを標準搭載。オーディオレス設定は外された。GXグレードを除く全車に12.3インチのT-Connect SDナビゲーションシステムをオプション設定。CD・DVDデッキもディーラーオプションで設定されるが、標準搭載のディスプレイオーディオのみの対応となる。
  - 9月14日

カローラクロスを発売。全グレードに7インチディスプレイオーディオ及び4スピーカーを標準搭載（ガソリン車のG“X”グレードのみ2スピーカー）。オーディオレス設定はなく、ガソリン車のエントリーグレードを除く全車に9インチディスプレイオーディオ及び6スピーカーをオプション設定。また、全車にCD・DVDデッキをディーラーオプション設定。
  - 10月8日

ハイラックスを一部改良。同時にグレードにZ"GR SPORT"を追加。このグレードに限り、8インチディスプレイオーディオ及び6スピーカーを標準搭載。オーディオレス設定はなく、CD・DVDデッキも設定されない。

- 2022年
  - 1月13日

ノア＆ヴォクシーをフルモデルチェンジ。ノアのXグレードを除き[4]、8インチディスプレイオーディオを標準搭載し、10.5インチディスプレイオーディオPlusをメーカーオプション設定。なお、CD・DVDデッキはETC2.0ユニットとセットでメーカーオプションとなっている。[5]
  - 7月15日

クラウンをフルモデルチェンジ。クロスオーバーを先行発表（発売は今秋以降を予定）。最上位グレードのCROSSOVER RS Advancedに12.3インチディスプレイオーディオPlus（コネクティッド対応）を標準搭載。その他のグレードにはエントリーグレードのCROSSOVER Xを除く全グレードに12.3インチディスプレイオーディオ（コネクティッド対応）を標準搭載[6]。なお、先代までと違い、CD・DVDデッキの設定はない。
  - 10月3日

カローラ・カローラツーリング・カローラスポーツを一部改良。カローラ・カローラツーリングのグレード名称の「S」は「G」に、「G-X」は「X」に変更。「W×B」と「G"Z"」、「G」に8インチディスプレイオーディオ+4スピーカーを標準搭載し、10.5インチディスプレイオーディオPlus+6スピーカーをETC2.0ユニットと前方ドライブレコーダー+バックガイドモニター（録画機能付）とセットでメーカーオプション設定。「X」と「G"X"」には8インチ開口のディスプレイオーディオレス+2スピーカーを標準装備し、8インチディスプレイオーディオ+4スピーカーを前方ドライブレコーダー+バックガイドモニター（録画機能無）とセットでメーカーオプション設定。ETC2.0ユニットは8インチディスプレイオーディオを搭載する場合、単独のメーカーオプションとなる。なお、2021年5月の一部改良で追加されたCD・DVDデッキはディーラーオプションでも搭載出来なくなっている。